# Malmesbury
Ne doit pas être confondu avec Malmesbury (Afrique du Sud) ou Malmsbury.

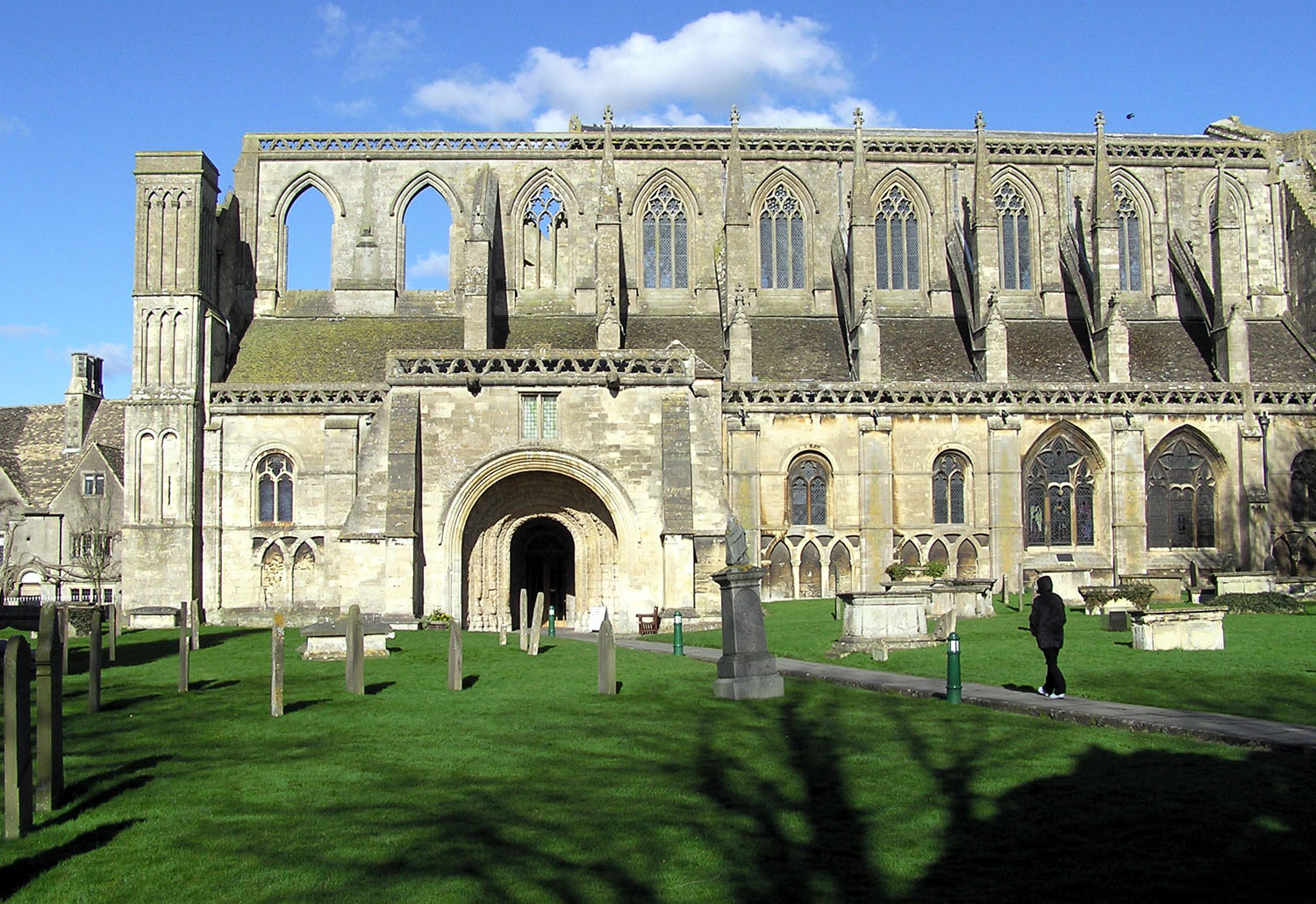

Malmesbury est une petite ville du Wiltshire, dans le sud-ouest de l'Angleterre, d'environ 5 000 habitants. Elle abritait avant 2019 le siège de l'entreprise Dyson.

## Abbaye
Malmesbury est célèbre pour son abbaye du XIIe siècle dont seule une partie subsiste. C'est dans l'abbaye que repose saint Aldhelm (639-709). Le grand historien Guillaume de Malmesbury (1095-1143) fut le bibliothécaire de l'abbaye. La construction des bâtiments actuels commença à la fin du XIIe siècle. Au XIVe siècle, l'église s'étendait sur 98 m, d'est en ouest, et comportait, au-dessus de la croisée du transept, une grande tour pourvue d'une flèche, ainsi qu'une tour ouest massive et carrée. La tour de la croisée s'effondra vers 1530 et ce fut le cas de la tour ouest quelque temps plus tard. Au moment de la Dissolution, le chœur fut démoli et seule la nef fut sauvée. Joyau de l'abbaye, le porche sud offre un exemple remarquable de sculpture et de décoration romanes. Cédée à la ville, l'abbaye en devint l'église paroissiale en 1541.